# 北洋艦隊

北洋艦隊旗（清国黄龍旗）

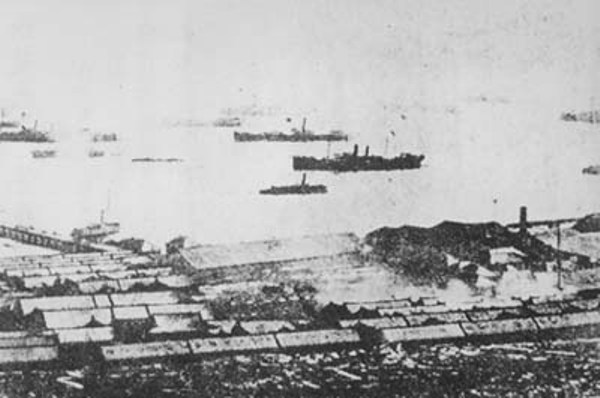
北洋水師の要港であった威海衛湾内の写真。

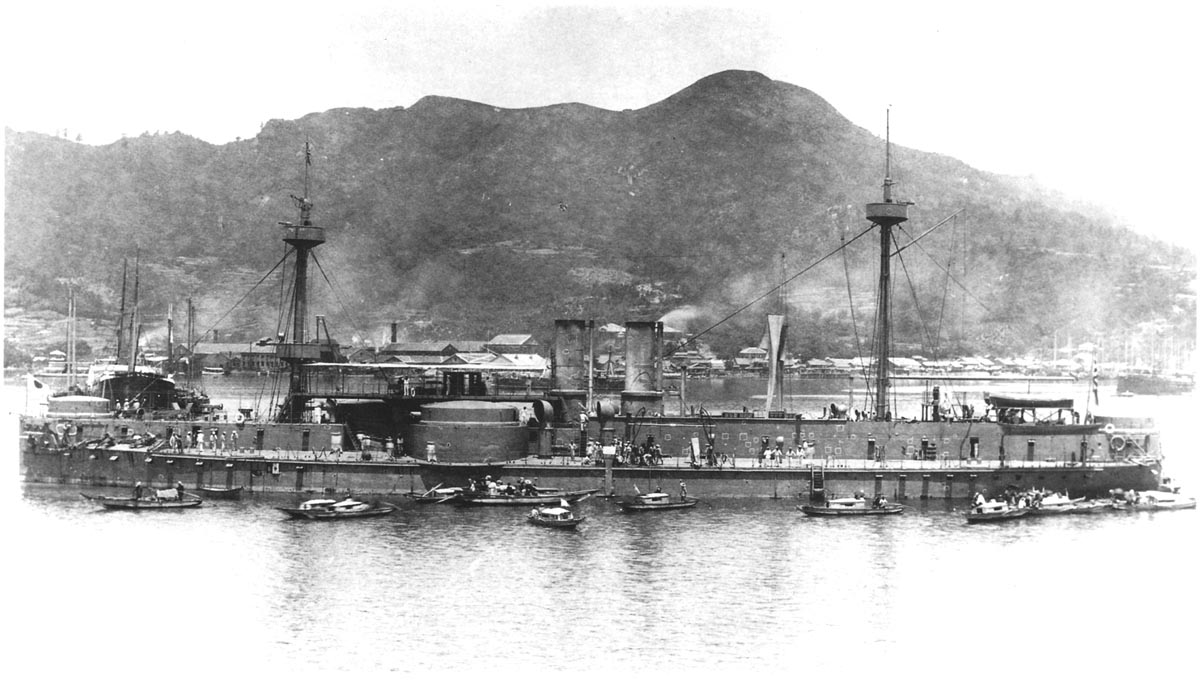
北洋艦隊の主力艦であった「鎮遠」

北洋艦隊（ほくようかんたい）は、清朝海軍の艦隊である。清国では北洋水師、または北洋海軍と呼ばれた。母港は天津、威海衛、旅順。創設者は北洋通商大臣兼直隷総督の李鴻章で司令官は提督丁汝昌。日清戦争において日本海軍連合艦隊と交戦（黄海海戦、威海衛海戦）し、日本の威海衛攻略の際に壊滅した。その後再建されたが、義和団の乱で軍港を失い機能を喪失、1905年の海軍組織再編で消滅した。

## 歴史
光緒14年（1888年）12月17日に山東威海衛の劉公島で正式に設立された。

### 仮想敵は日本海軍
1871年、直隷総督に転じた李鴻章（それまで彼は両江総督曽国藩の部下だった）が南洋水師から砲艦4隻を移管して創立。1860年、第二次阿片戦争（アロー戦争）で北京が侵略を受けた反省から、渤海湾沿岸、特に天津を列強の侵略から守ることを主任務とした。
しかし、1874年に台湾（台湾出兵）、1875年に朝鮮で日本が侵略行動（江華島事件）を起こすと、李鴻章は日本を第一の仮想敵として海軍の拡張を開始。黄海全域の防衛を目的に、1880年代、イギリスとドイツからの購入艦で「定遠」級以下、装甲艦2隻、巡洋艦8隻、砲艦12隻という、当時の東アジア最強の艦隊を編成した。また1881年に天津水師学堂も創設して海軍要員の育成にも着手した。
この間、1882年の壬午軍乱など朝鮮で緊張状態が生ずる度に、北洋水師は朝鮮半島沿岸に展開した。清朝は近代海軍の整備途上にある李氏朝鮮の宗主国でもあったので、これらの行動は日本に対する牽制であった。1884年には清仏戦争が起き、福建水師から北洋水師と南洋水師に救援要請が出た。李鴻章は当時手持ちの最有力艦、「超勇」「揚威」（日清戦争時の主力、「定遠」級以下は未完成、または回航中に抑留されていた）を台湾方面の警備に派遣した。しかし同年、朝鮮でクーデターが発生（甲申事変）すると、李は2隻に任務切り上げと朝鮮への急行を命じた。
こうして1880年代後半、日本との対決姿勢を強めていった李鴻章と北洋水師だが、水師は艦艇の調達、整備維持に弱点を抱えていた。傘下に大型艦の建造・整備が可能な造船所がなく、切り札の「定遠」「鎮遠」の整備ができるドックは1890年代まで東アジアには香港と長崎にしかなかった（旅順のドックは日清戦争まで完工しなかった）。どちらも当時の清朝にとって信頼できる国ではなく（軍艦の調達過程で、李鴻章はドイツ寄りになっていた）、特に対日関係が悪化する中での北洋艦隊の長崎回航は、外交問題を引き起こした（長崎事件）。
加えて、1880年代後半、北洋艦隊は予算不足に見舞われた。原因は予算が黄河の治水と、西太后の頤和園造営に回されたからという説明が一般的である。
このため1894年の日清戦争勃発時、北洋水師は兵員の訓練と弾薬の不足、そして装備更新の遅れに悩まされていた。

#### 外国人教官による教育
李鴻章は、天津水師学堂の教官として英国海軍のウィリアム・ラング大佐を招聘。ラングは丁汝昌提督の次席の地位を与えられ、北洋水師の将兵に対し英国海軍仕込みの猛訓練を施した。ラング大佐が教えたのは、1866年の普墺戦争のリッサ沖海戦以来、列強海軍のスタンダードとされた横陣による衝角戦だった。（仮想敵の）日本海軍より正面火力が強く、大型の軍艦の多い北洋海軍に適した戦法だったが、日本海軍も訓練内容を知っており、1894年の黄海海戦では艦艇の優速を活かして衝撃を避け、単縦陣で近距離から（1880年代後半に性能が向上した）速射砲を猛射するという対策を採られてしまった。
またラング大佐は1890年、艦隊の指揮権を巡って丁と衝突したのを契機に退職、この際他の英国人教官も一斉帰国してしまった（ドイツ、アメリカなど他国籍の教官は残った）。従って日清戦争は、北洋水師としては装備・練度のピークが過ぎた時に起きた戦いだったと言える。

#### まだ沈まずや、定遠は
1894年1月、朝鮮で農民反乱が発生（甲午農民戦争）。現地情勢に介入しようとした日清両軍が衝突し、日清戦争が始まった。7月25日、北洋水師の一部は陸軍を朝鮮へ輸送する船の護衛中、日本艦隊に攻撃され敗走した（豊島沖海戦）。
上述の通り、李鴻章はこの時点での自らの海軍の現状を認識しており、彼は丁汝昌に対し積極的な出撃を避け、艦隊を温存するよう命令した。有力な北洋水師を脅しに使い、日本政府との和平交渉を有利に進めようと図ったものだが、9月17日、水師主力は鴨緑江河口で輸送船の護衛任務中に（脅威を過大に、ある意味李鴻章の狙い以上に評価して）艦隊の積極的な捕捉撃滅を図った日本海軍と遭遇、敗北した（黄海海戦）。
軍歌にもなった日本軍水兵の叫び（勇敢なる水兵を参照）とは別に、この海戦で「定遠」「鎮遠」は沈まなかった。しかし両艦は日本軍の速射砲でバイタルパート以外の部分に多大な被害を受けていた。それ以外の艦も、衝撃のために接近したのが仇となって、日本艦隊に至近距離から撃たれて大ダメージを被った。そして弾薬の欠乏と補修能力の欠如がここで災いし、さらに日本軍が陸上から軍港を攻め落とす作戦を展開したため、水師は旅順、威海衛と敗走。最終的に多くの艦艇が沈むか、日本海軍に接収される末路を辿った（威海衛の戦い）。
1895年2月11日、進退窮まった丁汝昌は服毒自決。17日、北洋水師は降伏した。日本艦隊を率いる伊東祐亨は接収した北洋水師残存艦の中から「康済」1隻を清朝側に返却。艦隊各艦からの登舷礼を以って丁提督の棺と、水師の将兵を送り出した。
「定遠」は日本軍水雷艇の攻撃で損傷し自沈したが、姉妹艦「鎮遠」は鹵獲され、日本海軍の二等戦艦として日露戦争に参加した。

### その後の北洋水師
1895年の下関条約締結後、なお権力の座にあった李鴻章は北洋艦隊の再建に着手。1896年に他の三水師の大型艦を全て天津に回航させ直隷の防衛に当たらせた他、ドイツとイギリスに相次いで防護巡洋艦（海容級、海天級）5隻などを発注。1898年までに艦隊の再建を完了した。
しかし、日清戦争の敗北で清朝に対する列強の侵略は加速。旅順と威海衛はロシアとイギリスに租借され、ただ一つ残った天津も1900年の義和団事件で八ヶ国艦隊の前に陥落した。駆逐艦は全て鹵獲され、残りは混乱の中で江南へ脱出した。その後、1905年に（李鴻章の部下だった）袁世凱らが既存の水師を解体し統一。組織としての北洋水師は消滅した。残存艦艇はその後、1909年に巡洋艦隊と長江艦隊に再編され、辛亥革命を迎えた。革命後、中華民国の海軍に移籍した艦艇は、1930年代まで現役にあった。

## 所属艦艇

### 日清戦争開戦時

#### 装甲艦
- 定遠型 : 定遠 - 鎮遠

#### 装甲巡洋艦
- 經遠型 : 經遠 - 来遠
- 平遠

#### 防護巡洋艦
- 揚威型 : 揚威 - 超勇
- 済遠
- 致遠型 : 致遠 - 靖遠
- 広甲
- 広乙型 : 広乙 - 広丙

　※広甲、広乙、広丙は本来広東水師の艦だが、合同演習中の1894年、日清開戦により事実上北洋水師に編入された。

#### 砲艦
- 鎮東
- 鎮西
- 鎮南
- 鎮北
- 鎮中
- 鎮辺

#### 練習艦
- 康済
- 威遠
- 畝捷

#### 補助艦
- 泰安
- 鎮海
- 操江
- 湄雲

#### 水雷艇
- 左隊一号
- 左隊二号
- 左隊三号
- 右隊一号
- 右隊二号
- 右隊三号
- 福龍
- 捷順

### 清末期

#### 防護巡洋艦
- 海天級：海天 - 海圻
- 海容級：海容 - 海籌 - 海琛

#### 水雷砲艦
- 飛鷹

#### 駆逐艦
- 飛霆

- 海龍級：海華 - 海龍 - 海犀 - 海青